# Louis Epassi Ewonde
Louise Ewonde Epassi (sinh ngày 19 tháng 8 năm 1988) là một cầu thủ bóng đá chuyên nghiệp người Cameroon chơi ở vị trí trung vệ.

## Thành tích

### Coton Sport
- Giải Vô địch Quốc gia Cameroon: 2011, 2013, 2014, 2015